# 国立工芸館
国立工芸館（こくりつこうげいかん、英称：National Crafts Museum）は、石川県金沢市にある、独立行政法人国立美術館が運営する美術館である。

## 概要
日本海側初の国立美術館として、2020年（令和2年）10月25日、石川県金沢市に開館した。移転開館当初の正式名称は「東京国立近代美術館工芸館」で、「国立工芸館」はその通称としての位置だった。東京都千代田区にあった従前の東京国立近代美術館工芸館から、収蔵されている美術工芸作品のうち1,900点以上が移転する。
東京国立近代美術館工芸館の金沢市への移転は、日本政府が掲げる地方創生政策の中で、政府関係機関の地方移転の一環として行われるものであり、その政策趣旨を明確にするため、金沢市に移転後も施設の正式名称は「東京国立近代美術館工芸館」であったが、2021年（令和3年）4月1日より「国立工芸館」が正式な名称となった。また、対外的な情報発信を担う名誉館長職には元サッカー選手（元日本代表）の中田英寿が就任した。

## 施設について
兼六園南側にある、石川県営の都市公園である本多の森公園内に位置する。登録有形文化財として登録されている旧陸軍第九師団司令部庁舎（南東側）と旧陸軍金沢偕行社（北西側）の2つの建物を移築して再利用している。なお、展示室部分はRC造による新築である。施設整備に係る費用約33億7,000万円は石川県と金沢市が負担した。

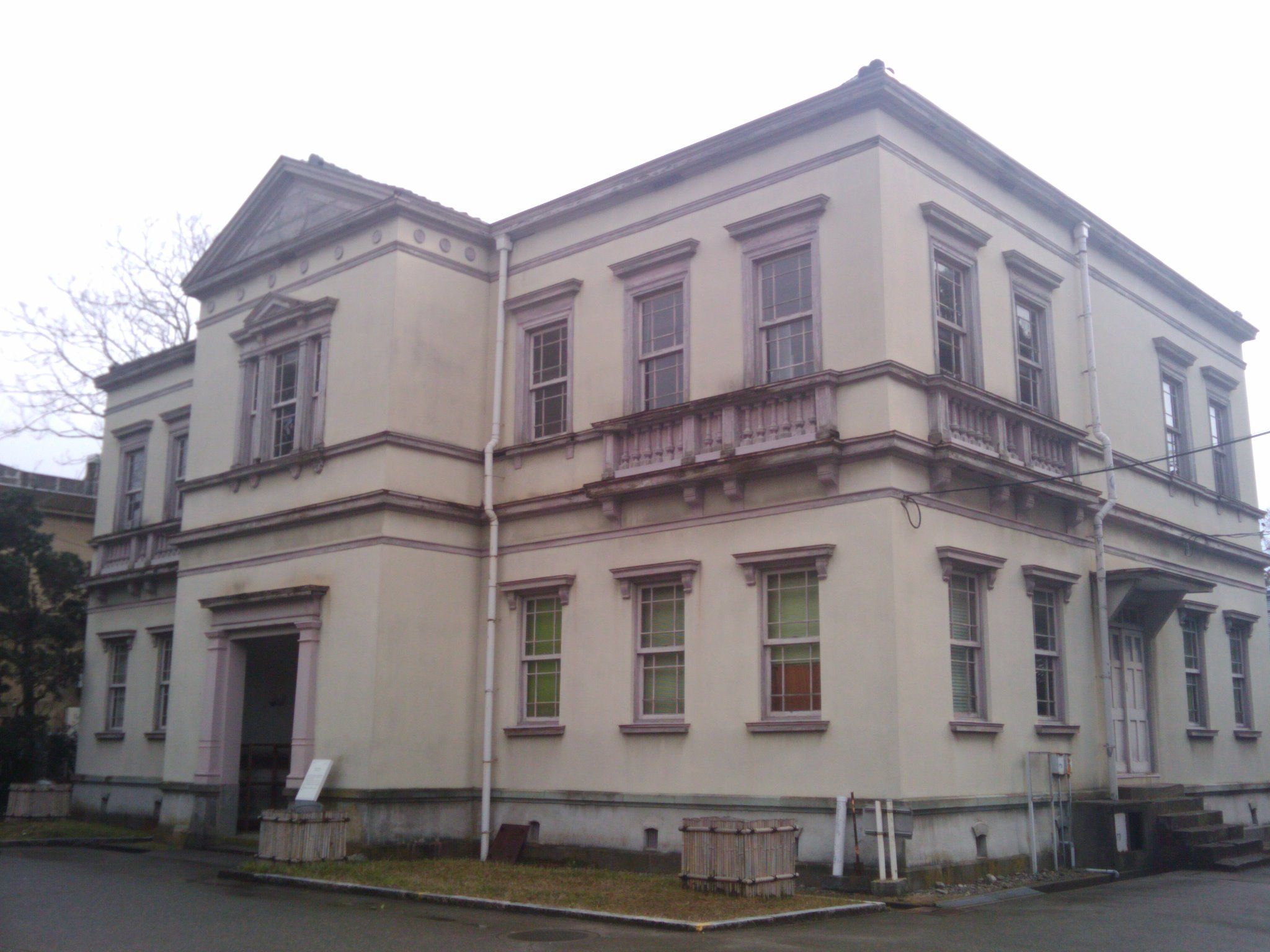
南東棟に使用されている旧第九師団司令部（復原前）
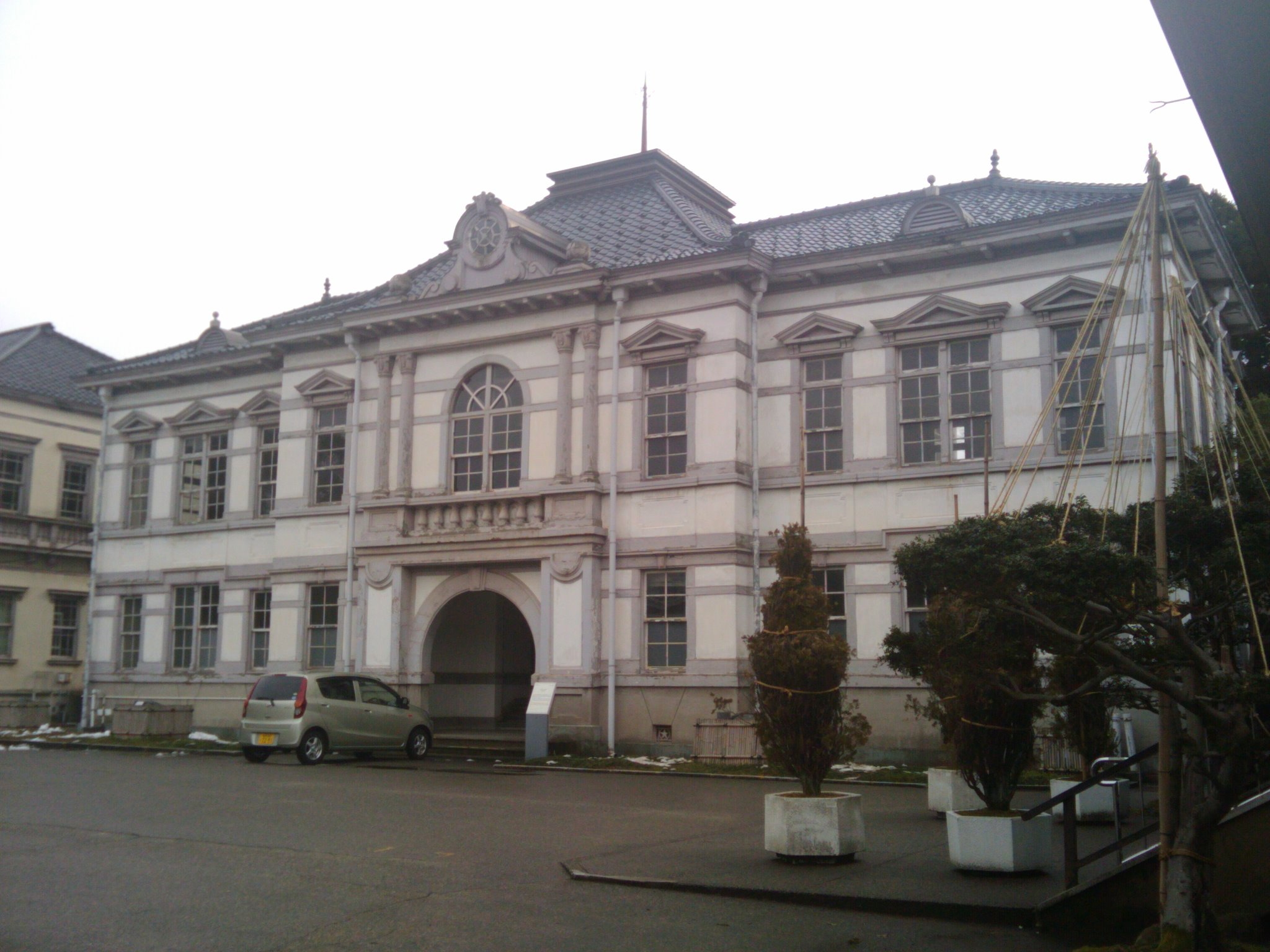
北西棟に使用されている旧金沢偕行社（復原前）

## 文化財
今回の移転で、明治以降の工芸作品やデザイン作品約3,900点のうち、およそ1,900点を金沢に移す。この中には重要文化財として指定されている鈴木長吉の「十二の鷹」などが含まれる。

### 記事本文

##### 報道発表資料
1. 1 2 3  『（独）国立美術館の国立工芸館の開館及び名誉館長の決定について』（PDF）（プレスリリース）文化庁、2020年8月4日。2020年10月29日閲覧。
2. 1 2  『独立行政法人国立美術館 東京国立近代美術館工芸館の石川県への移転に係る協議の経過について』（PDF）（プレスリリース）東京国立近代美術館、2019年1月4日。2020年10月29日閲覧。
3. ↑  国立工芸館（東京国立近代美術館工芸館）正式名称変更のお知らせ - 国立工芸館, (2021年3月31日)

##### 新聞記事
1. 1 2 3 4 5  “国立工芸館が金沢であす開館　中田英寿氏が名誉館長”. 朝日新聞. 朝日新聞社. (2020年10月24日) 2020年10月29日閲覧。
2. 1 2 3 4 5  “中田英寿名誉館長「世界に発信する」　国立工芸館あす開館”. 北國新聞. 北國新聞社. (2020年10月24日) 2020年10月29日閲覧。
3. 1 2 3 4 5  “ようこそ国立工芸館 きょう金沢に開館”. 中日新聞. 中日新聞社. (2020年10月25日) 2020年10月29日閲覧。
4. 1 2 3  “国立工芸館、東京から金沢へ移転　日本海側初、地方創生で”. 東京新聞. 中日新聞東京本社. (2020年10月24日) 2020年10月29日閲覧。

##### その他
1. ↑  「国立工芸館」2020年、石川・金沢へ - 石川県企画課